# Луций Фурий Медуллин (консул 474 года до н. э.)
Лу́ций Фу́рий Медуллин (лат. Lucius Furius Medullinus; VI—V века до н. э.) — римский политический деятель из патрицианского рода Фуриев, консул 474 года до н. э.
Луций Фурий стал консулом вместе с Авлом Манлием Вульсоном. Войны в этом году не велись. Консулы сосредоточили свои силы на сопротивлении земельному закону, предложенному народными трибунами, за что по окончании их полномочий были привлечены к суду. Накануне суда обвинитель (трибун Гней Генуций) был убит, так что обвинение не было предъявлено.
Существует мнение, что рассказ о гибели Гнея Генуция имеет большее отношение к эпохе Поздней Республики, чем к V веку до н. э.